# Uzandı Deresi
L’Uzandı Deresi, Zondi Deresi, Tabakhane Çayı (« rivière de la tannerie ») est une rivière turque coupée par le barrage de Gebere, traverse la ville de Niğde, puis est coupée par le barrage d'Akkaya avant de se perdre dans les hautes plaines au sud-ouest de Bor (1 100 m d'altitude).